# مايك فاغنر
مايك فاغنر (بالإنجليزية: Mike Wagner)‏ هو لاعب كرة قدم أمريكية أمريكي، ولد في 22 يونيو 1949 في وكغن في الولايات المتحدة.

## وصلات خارجية
- مايك فاغنر على موقع مرجع كرة القدم المحترفة.كوم (الإنجليزية)